# Biserica de lemn „Sfinții Ioachim și Ana” din Javgur
Biserica de lemn „Sf. Ioachim și Ana” este o biserică amplasată în Javgur, raionul Cimișlia, Republica Moldova. Este un monument arhitectural de importanță națională inclus în Registrul monumentelor Republicii Moldova ocrotite de stat cu nr. 217 (raionul Cimișlia). Datează din 1883.